# Вештице близнакиње 2
Вештице близнакиње 2 (енгл. Twitches Too) амерички је телевизијски филм из 2007. године који се емитовао на Дизни каналу. Представља наставак филма Вештице близнакиње, који је изашао 2005. године. Продукција филма започета је крајем априла 2007. године и изашао је 12. октобра. Емитован је током Месеца Ноћи вештица Дизни канала. Серија Чаробњаци са Вејверли Плејса емитована је након премијере филма. Први трејлер изашао је током филма Средњошколски мјузикл 2. Током премијерне ноћи, филм је пратило 6,69 милиона гледалаца.

## Радња
Скоро уједињене тинејџерске вештице Александра и Камрин трагају за својим изгубљеним оцем који је заробљен у Земљи сенки. Могу ли се ове две модерне принцезе са поларним супротним личностима удружити како би спасиле дан?

## Улоге
| Глумац           | Улога                                                        |
| ---------------- | ------------------------------------------------------------ |
| Тија Маури       | Александра „Алекс” Никол Филдинг (рођена као Артемида Дубер) |
| Тамера Маури     | Камрин „Ками” Елизабет Барнс (рођена као Апола Дубер)        |
| Кристен Вилсон   | Миранда Дубер                                                |
| Патрик Фабијан   | Танос Дубер                                                  |
| Кевин Џабинвил   | Арон Дубер                                                   |
| Пат Кели         | Карш Ворбартон                                               |
| Лезли Сејлер     | Ајлијана Ворбартон                                           |
| Крис Галинџер    | Демитри                                                      |
| Арнолд Пинок     | Дејвид Барнс                                                 |
| Карен Холнс      | Емили Барнс                                                  |
| Џеки Роузенбаум  | Бет Фиш                                                      |
| Нејтан Стивенсон | Маркус Ворбартон                                             |
| Џејн Иствуд      | Норсенг                                                      |